# Элиминирование по Гофману
Элиминирование по Гофману — реакция разложения гидроксидов четвертичных аммониевых солей, в алкильных заместителях которых присутствует атом водорода в β-положении к аммонийному азоту, с образованием алкенов, третичных аминов и воды.
Реакция была открыта Августом Гофманом, который использовал исчерпывающее метилирование с дальнейшим разложением гидроксидов их четвертичных аммониевых солей как метод исследования их структуры.

## Механизм реакции
Реакция протекает по механизму бимолекулярного элиминирования E2 и является региоселективной: на первой стадии реакции протон отщепляется от наименее замещенного и, в силу этого, стерически наиболее доступного β-углеродного атома, после чего происходит отщепление амина, т.е. элиминирование идет таким образом, что образуется наименее замещенный алкен (правило Гофмана):
Стерические факторы также контролируют стереохимию отщепления амина, определяя соотношение конкурирующих процессов син- и анти-элиминирования в различных конформациях аммониевых солей, при этом цис-алкены образуются преимущественно в результате анти-элиминирования (конформация справа), а транс-алкены - при син-элиминировании (конформация в центре):

## Применимость и модификации
В классическом гофмановском варианте производят исчерпывающие метилирование амина йодистым метилом, после чего переводят йодид тетраалкиламмония в гидроксид обработкой оксидом серебра в водном или водно-спиртовом растворе, после чего разложение гидроксида тетраалкиламмония проводят упариванием его раствора до 100—150 °С. Упаривание зачастую проводят при пониженном давлении, отгоняя образующийся алкен:
При проведении разложения в смеси диметилсульфоксида и тетрагидрофурана температуру реакции можно снизить до комнатной.
В реакцию вступают и четвертичные аммониевые соли с гетерозаместителями в β-положении к аммонийной группе; так, например, элиминирование по Гофману четвертичных солей простых эфиров этаноламина используется в качестве препаративного метода синтеза виниловых эфиров:
{\displaystyle {\mathsf {[PhCH_{2}OCH_{2}CH_{2}N^{+}Me_{3}]OH^{-}\rightarrow PhCH_{2}OCH{\text{=}}CH_{2}+Me_{3}N+H_{2}O}}}
Электронакцепторные заместители при β-углеродном атоме, повышающие его CH-кислотность, облегчают отщепление амина и образование алкена, в случае замещенных аллиламмониевых солей (двойная связь в β,γ-положении алкильной цепи), происходит депротонирование по δ-положению со сдвигом двойной связи и образованием 1,3-диенов:
{\displaystyle {\mathsf {[RCH_{2}CH{\text{=}}CH{\text{-}}CHR{\text{-}}N^{+}(CH_{3})_{3}]OH^{-}\rightarrow RCH{\text{=}}CH{\text{-}}CH{\text{=}}CHR+(CH_{3})_{3}N+H_{2}O}}}
Расщепление, аналогичное гофмановскому, претерпевают и алкилсульфониевые соли, реакция идет также идет по механизму E2, и, как и в случае аммониевых солей, образование алкенов подчиняется правилу Гофмана:
{\displaystyle {\mathsf {R_{2}S^{+}CH_{2}CHR_{2}+RO^{-}\rightarrow H_{2}C{\text{=}}CR_{2}+R_{2}S+ROH}}}